# My Special Car
My Special Car Show è stata una manifestazione che si è svolta annualmente a Rimini per un totale di 13 edizioni, dal 2003 al 2015, e che si proponeva come vetrina per i prodotti e per i preparatori del tuning e car audio, nonché come occasione di riunione per i principali club relativi al settore in Italia.

## Storia
La manifestazione è stata organizzata da GL Events Italia, la società che organizzava anche il Motor Show di Bologna. Mentre la prima edizione ha previsto solo una piccola area espositiva per le vetture private, a partire dalla seconda edizione tale area, definita My Special Club, ha visto una partecipazione sempre maggiore ad ogni edizione.
Nei primi anni la manifestazione vide il numero di visitatori ed il giro di affari aumentare nonostante lo stato di crisi del settore automobilistico.
Nel 2006 l'evento era secondo per importanza a livello europeo solo al Salone di Essen che si svolge in Germania.
L'edizione del 2009 fu visitata da oltre 90.000 persone.
Le edizioni del 2010 e 2011 risentirono della crisi del settore, manifestatasi con una scarsa partecipazione da parte delle aziende espositrici. Si è così dato sempre maggiore spazio alle auto private: il raduno My Special Club è divenuto negli anni il più grande raduno indoor d'Europa con circa 1.200 auto presenti.
Dopo aver annullato l'edizione del 2016 con un comunicato in cui l'organizzazione si prendeva una "pausa di riflessione" e prepararsi al ritorno nel 2017, nel febbraio 2017 un'ultima comunicazione annunciava la cancellazione definitiva della manifestazione.